# フィジーノ・セレンツァ
フィジーノ・セレンツァ（伊: Figino Serenza）は、イタリア共和国ロンバルディア州コモ県にある、人口約5,000人の基礎自治体（コムーネ）。

## 地理

### 位置・広がり
コモ県南部のコムーネ。県都コモから南南東へ11kmの距離にある。

#### 隣接コムーネ
隣接するコムーネは以下の通り。
- カントゥ
- カリマーテ
- マリアーノ・コメンセ
- ノヴェドラーテ

### 地震分類
イタリアの地震リスク階級 (it) では、4 に分類される
。

## 行政

### 分離集落
フィジーノ・セレンツァには、以下の分離集落（フラツィオーネ）がある。
- Cascinetta, Castelletto, Moja, Rozzago, Sant'Agata, Bissèe, Pozzolo, Gheda

## 人物

### 主な出身者
- ピエルルイジ・マルツォラーティ（イタリア語版） - バスケットボール選手。